# 471 до н. е.

## Події
- Консули Аппій Клавдій Крассин Інрегіленсіс Сабін (пом.450) і Тит Квінкцій Капітолін Барбат. Плебейські трибуни Публілій Волерон (2-й раз) і Леторій.
- Публіївські закони: голосування за куріями замінено голосуванням за трибами (їх 21).
- 471/0 — афінський архонт-епонім Праксиерг.
- вигнання Фемістокла з Афін шляхом остракізму.
- у Великій Греції засновано колонію Піксунте (Pixous).